# Adscharien
Adscharien (georgisch აჭარა Atschara), deutsch amtlich Autonome Republik Adschara (აჭარის ავტონომიური რესპუბლიკა Atscharis Awtonomiuri Respublika), ist eine politische Verwaltungsregion Georgiens, begrenzt von der Türkei im Süden und dem Schwarzen Meer im Westen.

## Bevölkerung
Die Einwohnerzahl beträgt 354.900 (Stand: 2021).
Die Fläche Adschariens umfasst 4,2 % des georgischen Territoriums. Die Bevölkerung setzt sich hauptsächlich aus Georgiern, Türken, Russen, Ukrainern, Armeniern und Griechen zusammen.
Ethnologisch gelten die Adscharen als muslimische (sunnitische) Georgier, da die Religionszugehörigkeit von nationalen Behörden statistisch nicht im ethnischen Sinn erfasst wird.
Zu Sowjetzeiten waren 150.000 (etwa 38 %) der damals 393.000 Einwohner der Republik muslimische Adscharen, inzwischen ist der Anteil der Muslime (einschließlich Türken, Lasen, Abchasen usw.) auf 30 % gefallen.
Heute leben 48 % der Bevölkerung in Städten.

## Geschichte
Adscharien war im Mittelalter ein Teil Georgiens. Die seldschukischen Türken besetzten das Gebiet im 11. Jahrhundert, die Mongolen im 13. Jahrhundert. Georgien verlor das Territorium 1635 an das Osmanische Reich. In dieser Zeit konvertierten viele seiner Einwohner zum Islam. Als Ergebnis des Berliner Kongresses wurde Adscharien am 13. Juli 1878 Russland zugeschlagen und bildete die Oblast Batumi. Im Friedensvertrag von Brest-Litowsk vom 3. März 1918 trat Sowjetrussland das Land an die Türkei ab. Nach der Niederlage der Mittelmächte wurde es von Großbritannien besetzt.

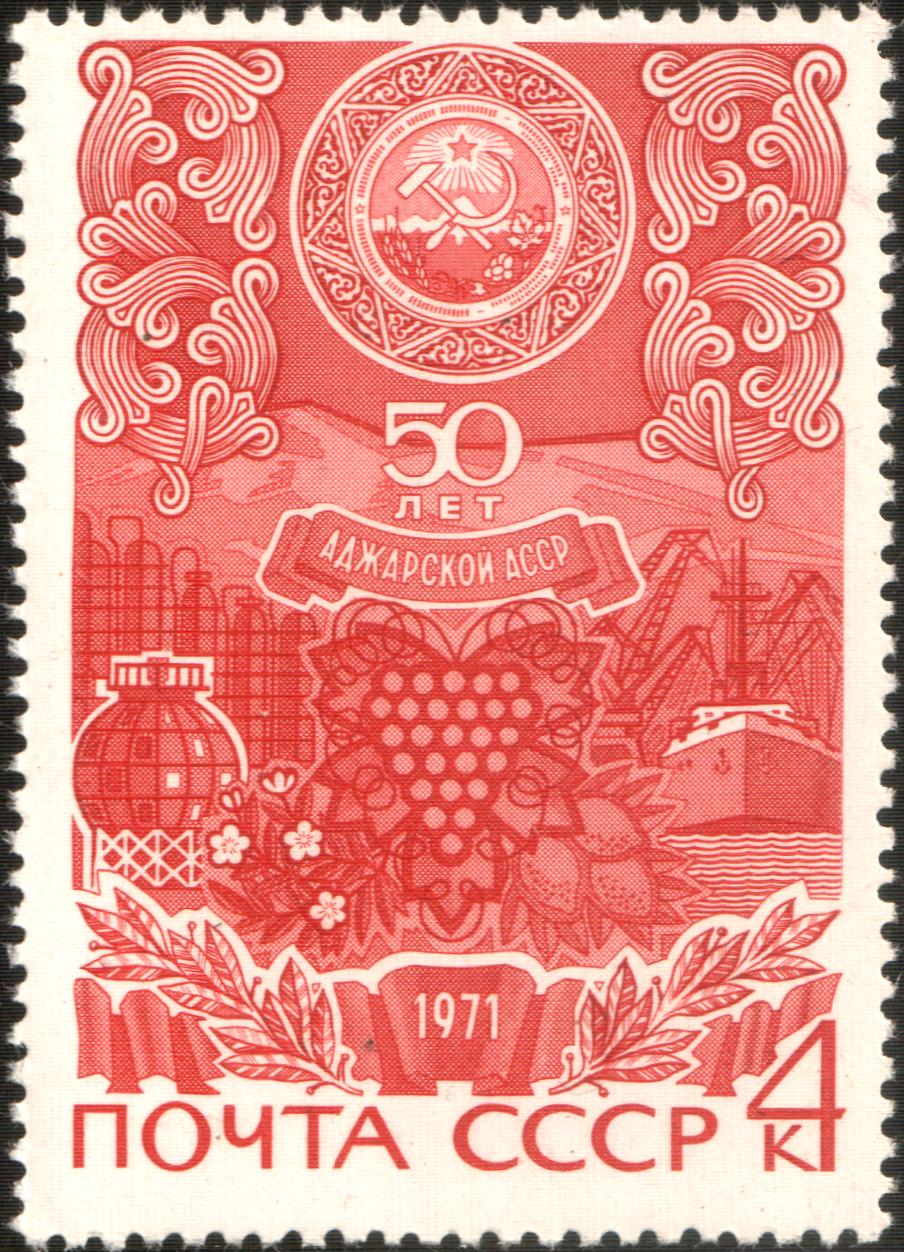
50 Jahre ASSR Adscharien (sowjetische Briefmarke 1971)

Nach dem Vertrag von Kars 1921 wurde Adscharien Sowjetrussland eingegliedert. Es wurde als Adscharische Autonome Sozialistische Sowjetrepublik Teil der Georgischen Sozialistischen Sowjetrepublik.
Im Prozess der Auflösung der Sowjetunion äußerte sich die Unabhängigkeitsbewegung Adschariens nicht bürgerlich-demokratisch wie im restlichen Georgien, sondern in einer anti-georgischen Allianz von Separatisten und Kommunisten. Am 22. April 1990 demonstrierten Separatisten mit roten Fahnen auf dem Leninplatz in Batumi für eine staatliche Unabhängigkeit Adschariens. Bei den georgischen Parlamentswahlen im Oktober 1990 erhielten die Kommunisten in Adscharien 56 % der Stimmen.

### Ära Abaschidse

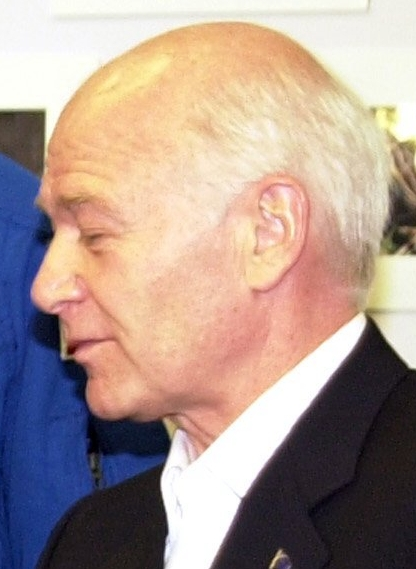
Aslan Abaschidse

Um eine kommunistisch geführte Abspaltung Adschariens zu verhindern, übernahm Georgiens früherer Vizeminister für Versorgungsbetriebe, Aslan Abaschidse, im April 1991 kommissarisch das Amt des adscharischen Parlamentspräsidenten. Er entließ das alte Parlament und verhinderte den Zusammentritt eines neuen. Abaschidse errichtete ein autokratisches Regime, das von Georgien weitgehend unabhängig war. Adscharien wurde von Abaschidses Familie wie ein feudales Fürstentum regiert. 1998 wurde er mit 93 % der abgegebenen Stimmen zum Präsidenten Adschariens gewählt. Dabei half ihm die stille Unterstützung Russlands, das Truppen in Adscharien und anderen Sezessionsgebieten Georgiens stationiert hat.
Unter der Herrschaft Abaschidses hatte Adscharien eigene Streitkräfte aufgestellt und zahlte keine Steuern an Georgien. An der Grenze zwischen Georgien und Adscharien wurden durch die lokale Polizei Grenzkontrollen eingeführt und Gebühren erhoben. Kritik am Staatschef wurde nicht geduldet. Politische Gegner Abaschidses wurden getötet, aus Adscharien verwiesen oder auf Grundlage konstruierter Vorwürfe von Straftaten von Gerichten zu Haftstrafen verurteilt. Verschiedenen georgischen Fernsehsendern wurde die Ausstrahlung ihrer Programme in Adscharien verboten.
Das Staatsoberhaupt Aslan Abaschidse stellte jedoch die Zugehörigkeit Adschariens zu Georgien nie infrage, betonte, er sei für ein „vereinigtes, unabhängiges und starkes Georgien“ und nannte Adscharien „eines seiner schönsten Teile“.
Georgiens Staatspräsident Eduard Schewardnadse hatte Adscharien während seiner Amtszeit von 1992 bis 2003 mehrfach besucht, um eine Aussöhnung mit Abaschidse zu erreichen. 1995 trat die Partei Abaschidses, die Union für Demokratische Wiedergeburt (georgisch Demokratiuli Agordsinebis Kawschiri) Georgiens zusammen mit Schewardnadses Georgischer Bürgerunion zu den Parlamentswahlen an.

### Konflikt mit Saakaschwili

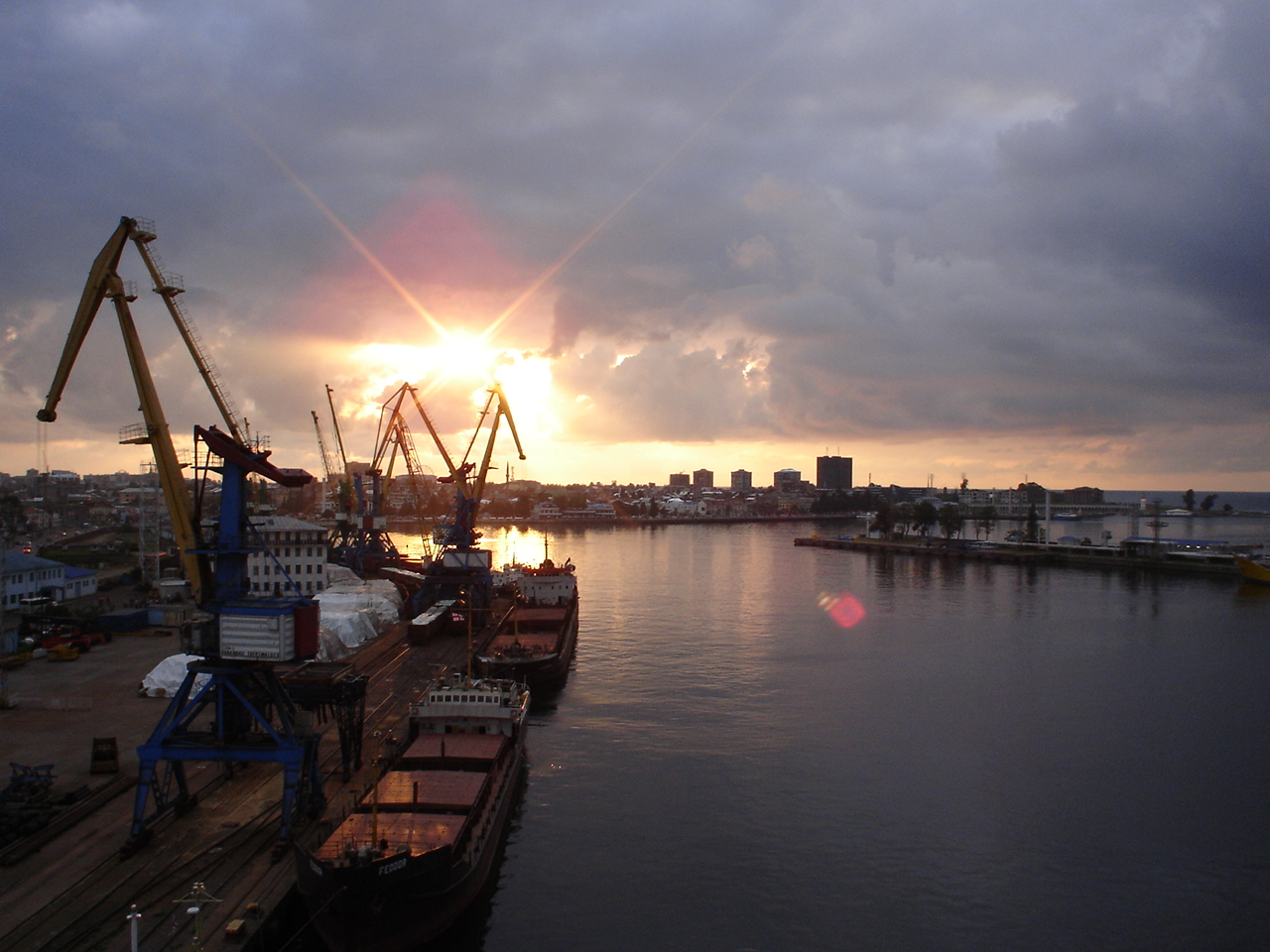
Hafen von Batumi

Abaschidses Union für Demokratische Wiedergeburt hatte im 1999 gewählten georgischen Parlament 30 von 235 Sitzen. Im Oktober 2003 widersetzte sie sich der Rosenrevolution und stand in Opposition zum georgischen Staatspräsidenten Micheil Saakaschwili und seiner Regierung. Sie war besorgt, dass Saakaschwilis Politik die Rechte der adscharischen Regierung beschneiden und Abaschidse schließlich beseitigen könnte.
Die neue georgische Regierung hatte versprochen, die Interessen der Autonomen Republik zu wahren, doch sie bestand darauf, das georgische Recht und die Rechte der Zentralregierung auch in Adscharien durchzusetzen. Abaschidse signalisierte Tiflis im Januar 2004 zunächst Kompromissbereitschaft und führte erstmals seit Jahren Steuern ab. Eine Abspaltung Adschariens vom georgischen Staat schloss er wie in den vergangenen Jahren aus.
Beflügelt vom Erfolg der georgischen Rosenrevolution hatte sich in Adscharien eine breite Opposition gegen die Regierung Abaschidse gebildet. Am 27. Dezember 2003 gründete sich das Oppositionsbündnis Unser Adscharien (georgisch Chweni Adschara). Ihm gehören Vertreter intellektueller Gruppen und Mitglieder georgischer Parteien an. Am 27. Januar 2004 entstand die Oppositionspartei Demokratisches Adscharien. Ihr Vorsitzender ist Eduard Surmanidse, zugleich Mitglied der georgischen Partei Vereinte Nationale Bewegung. Am 3. Februar 2004 hatte auch das georgische Studentenbündnis Kmara! (dt. Genug!), das eine wichtige Rolle bei der Vorbereitung der samtenen Revolution spielte, seine Tätigkeit in Adscharien aufgenommen.
Die Regierung Abaschidse versuchte, die Opposition mit Gewalt einzudämmen.
Oppositionspolitiker und Journalisten wurden verprügelt, Oppositionsbüros verwüstet. Dabei trat eine von Abaschidse aufgestellte paramilitärische Miliz in Erscheinung, die von der Bevölkerung wegen ihrer schwarzen Bekleidung Men in Black genannt wurde.

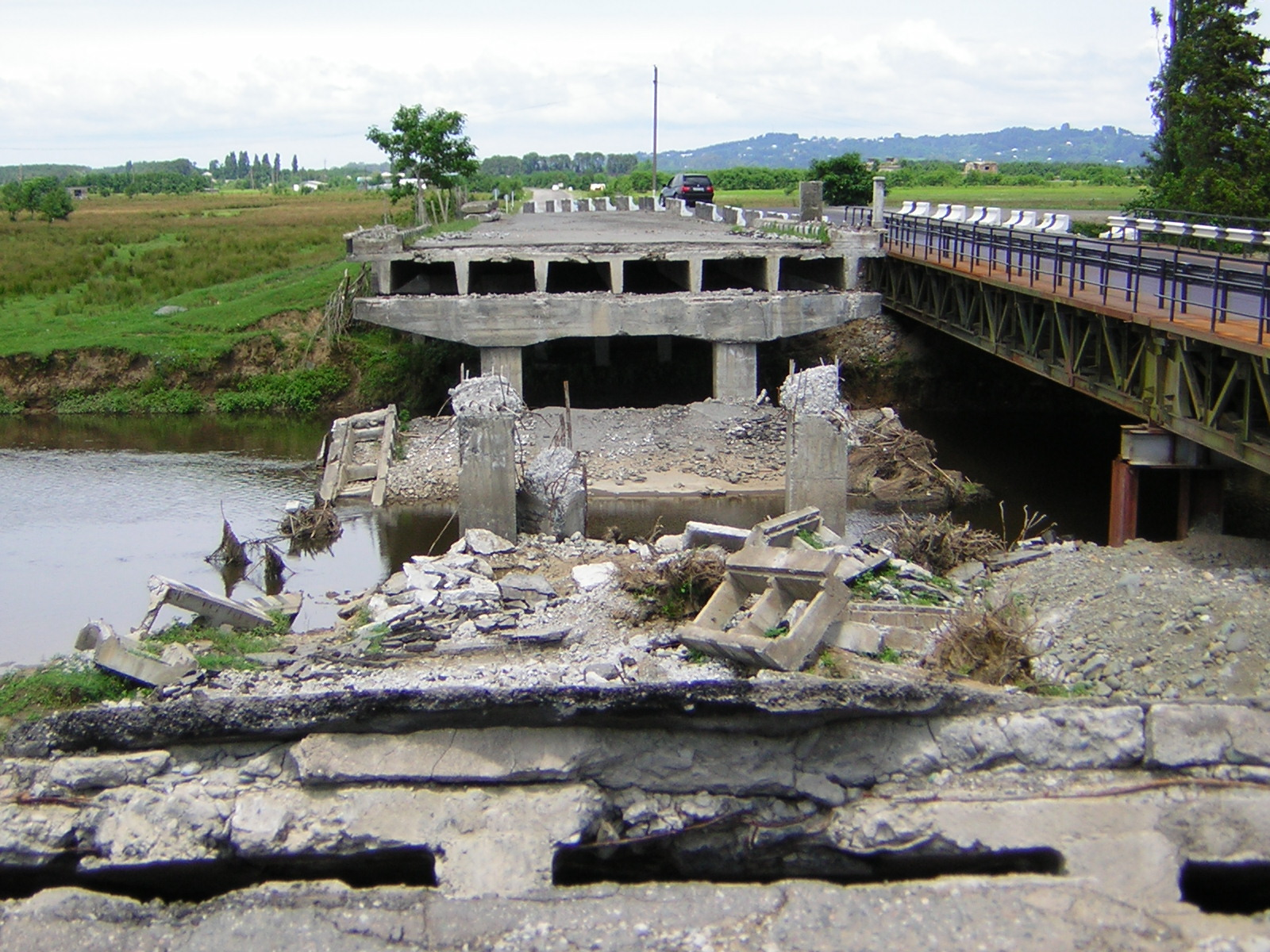
An der Brücke über den Tscholoki verweigerte Adscharien Saakaschwili 2004 die Einreise.

Im März 2004 spitzte sich der Konflikt zwischen Adscharien und der georgischen Regierung erneut zu. Präsident Saakaschwili verlangte die unmittelbare Kontrolle über den Hafen von Batumi sowie die Zollbehörden. Am 14. März verweigerte Adscharien dem Präsidenten die Einreise. Georgien verhängte im Gegenzug eine Teilblockade über Adscharien. Bis auf Russland stellte sich die internationale Gemeinschaft hinter Saakaschwili. Am 18. März 2004 räumte Regierungschef Abaschidse der Zentralregierung die Kontrolle über den Hafen, den Zoll, die Grenzen, die Kommunikation und die Staatsfinanzen Adschariens ein. Er verpflichtete sich, die paramilitärischen Milizen in Adscharien zu entwaffnen, freie und demokratische Wahlen sowie die Meinungsfreiheit zu garantieren.
Trotz des Einlenkens Abaschidses kam es immer wieder zu Spannungen zwischen Batumi und Tiflis. Entgegen ihren Zusicherungen verstärkte die adscharische Führung ihre paramilitärischen Verbände. Während der georgischen Parlamentswahlen am 28. März 2004 wurden nach den Angaben der georgischen Zentralregierung in Adscharien Wahllokale überfallen, Stimmen gestohlen und Wahlhelfer mit Gewalt bedroht.
Am 24. April 2004 verhängte sie zum dritten Mal innerhalb von fünf Monaten den Ausnahmezustand über das Land.

### Machtwechsel

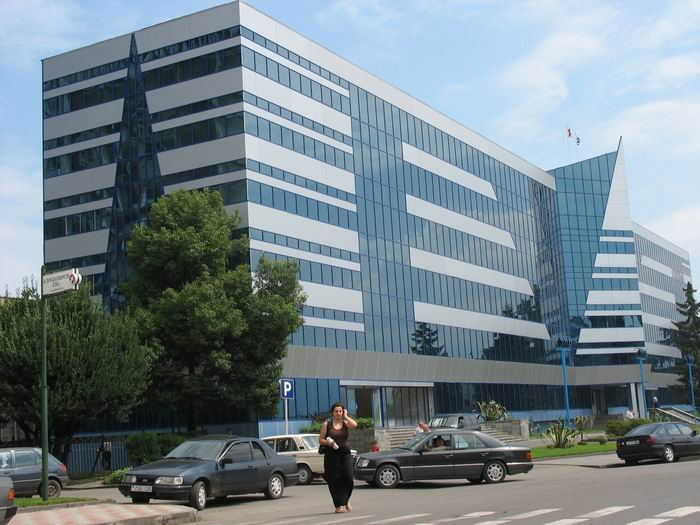
2004 zog eine neue Regierung in das Ministerratsgebäude in Batumi

Am 4. Mai 2004 kam es in Batumi zu Demonstrationen von Studenten und Oppositionellen gegen die adscharische Regierung. Sie wurden von der adscharischen Regierung mit Gewalt aufgelöst. Das georgische Parlament forderte einstimmig den Rücktritt von Adschariens Regierungschef Abaschidse. Präsident Saakaschwili hob den Ausnahmezustand auf und appellierte an die bewaffneten Verbände, Befehlen der autonomen Regierung keine Folge zu leisten.
Am 5. Mai 2004 wuchs die Zahl der Demonstranten von einigen Tausend auf 15.000 an. Große Teile der Polizei und des adscharischen Innenministeriums verweigerten Abaschidse die Gefolgschaft. Nach Gesprächen des georgischen Präsidenten mit Russlands Präsident Wladimir Putin entzog auch Russland Abaschidse die Unterstützung. Der Vorsitzende des russischen Sicherheitsrats, Igor Iwanow, flog nach Georgien und überzeugte Adschariens Regierungschef, aufzugeben. Am Morgen des 6. Mai trat Abaschidse von seinem Amt zurück und flog gemeinsam mit seinem Sicherheitsminister und seiner Familie nach Moskau ins Exil.
Adscharien wurde vorübergehend von einer 20-köpfigen Kommission der Zentralregierung in Tiflis verwaltet. Georgiens Strafverfolgungsbehörden begannen, die früheren Machthaber zur Verantwortung zu ziehen. Im Juni 2004 wurden drei frühere Regierungsmitglieder und der frühere Parlamentssprecher Adschariens wegen Veruntreuung von Steuergeldern festgenommen.
Bei den Wahlen zum regionalen Parlament, dem Obersten Rat Adschariens, am 20. Juni 2004 errang die Partei Saakaschwili – Siegreiches Adscharien 72,1 % der Wählerstimmen (28 Sitze). Von den übrigen acht Parteien übersprangen nur die Berdsenischwili (Republikaner) die Sieben-Prozent-Hürde. Sie erzielten 13,5 % der Stimmen (zwei Sitze). Am 20. Juli 2004 wählte Adschariens Parlament den bisherigen Direktor der staatlichen Eisenbahn Georgiens, Lewan Warschalomidse, zum Premierminister der Autonomen Republik. Er geriet zehn Monate nach seiner Amtseinführung unter Verdacht, Schlüsselpositionen seiner Regierung mit Familienangehörigen besetzt zu haben.
Die Autonomie Adschariens wurde am 1. Juli 2004 gesetzlich eingeschränkt. Der adscharische Premierminister wird danach auf Vorschlag des georgischen Präsidenten gewählt. Der Präsident darf das Regionalparlament jederzeit auflösen. Die Beschlüsse des adscharischen Parlaments können vom Parlament in Tiflis suspendiert oder vom adscharischen Premier durch ein Veto gestoppt werden. Der Status einer Autonomen Republik bedeutet seitdem die Gewährung besonderer föderaler Rechte in Georgien, aber – signifikantes Merkmal unabhängiger Staaten – keiner eigenen Außenpolitik.
Im März 2005 unterzeichneten Adscharien und die ukrainische Oblast Odessa ein Kooperationsabkommen zur Zusammenarbeit auf den Gebieten Wirtschaft und Handel, Technik und Wissenschaft sowie humanitären Angelegenheiten.
Als Teil des innergeorgischen Ausgleichs verlegte im Juli 2007 der georgische Verfassungsgerichtshof seinen Sitz von Tiflis nach Batumi.

## Politik
Als gesetzgebendes Organ Adschariens fungiert der Oberste Rat. Der Vorsitzende der Exekutive der autonomen Republik wird von der georgischen Zentralregierung nominiert, dessen Nominierung muss vom Obersten Rat bestätigt werden.
| Name                 | Beginn der Amtszeit | Ende der Amtszeit | Partei                               |
| -------------------- | ------------------- | ----------------- | ------------------------------------ |
| Aslan Abaschidse     | 1991                | 2004              | Union für Demokratische Wiedergeburt |
| Lewan Warschalomidse | 2004                | 2012              | Vereinte Nationale Bewegung          |
| Artschil Chabadse    | 2012                | 2016              | Georgischer Traum                    |
| Surab Pataradse      | 2016                | 2018              |                                      |
| Tornike Rischwadse   | 2018                |                   | Georgischer Traum                    |

## Verwaltung
Adscharien wird in sechs Munizipalitäten verwaltet, die nach ihren Verwaltungssitzen Batumi, Chelwatschauri, Chulo, Keda, Kobuleti und Schuachewi benannt sind.

## Wirtschaft
Wichtigste Industriezweige sind die Ölverarbeitung, Maschinenbau, Lebensmittelproduktion, Leichtindustrie und Bauholzherstellung. Die wichtigsten Erzeugnisse der Landwirtschaft sind Tee, Zitrusfrüchte, Weintrauben und Mais. Die wichtigsten Häfen sind Batumi und Kobuleti. Bodenschätze sind Gold, Silber, Kupfer und andere Metalle.